# Élections générales angolaises de 2017
Des élections générales angolaises de 2017 se déroulent le 23 août 2017 afin d'élire les membres de l'Assemblée nationale ainsi que le président de la République d'Angola.
Le Mouvement populaire de libération de l'Angola (MPLA), au pouvoir depuis 1980, l'emporte avec plus de 60 % des voix et 150 sièges sur 223, bien qu'en baisse de 25 sièges par rapport à 2012.
À la suite de ces élections l'Assemblée nationale désigne automatiquement au poste de président de la République la tête de liste du parti arrivé en tête, João Lourenço, comme successeur de José Eduardo dos Santos, au pouvoir depuis 37 ans.

## Système électoral

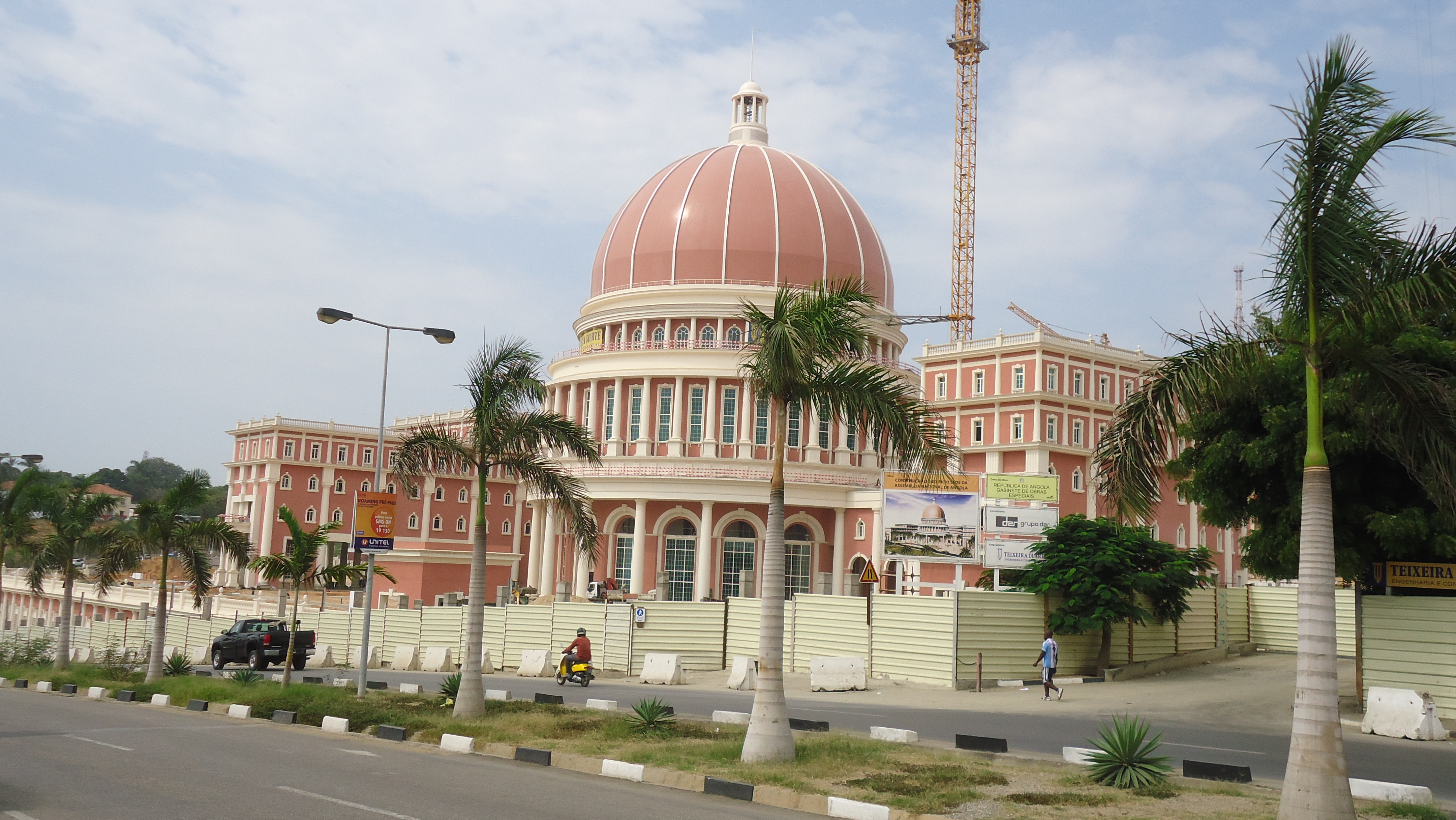
Palais de l'Assemblée nationale à Luanda.

L'Assemblée nationale (en portugais : Assembleia nacional) se compose de 223 sièges pourvus pour un mandat de cinq ans selon un mode de scrutin mixte. Sur ce total, 90 sièges sont à pourvoir au scrutin proportionnel plurinominal à la plus forte moyenne, selon la méthode d'Hondt, dans 18 circonscriptions électorales plurinominales correspondant aux dix-huit provinces angolaises à raison de 5 sièges par circonscription, auxquels se rajoutent trois sièges pour les Angolais de l'étranger. Les 130 sièges restants sont pourvus selon la même méthode, mais dans une seule circonscription nationale. Le vote n'est pas obligatoire. Dans la pratique, les scrutins ne sont pas organisés à l'étranger, et les trois sièges concernés restent vacants.
Le président de l'Angola est également élu lors de ces élections. Le candidat figurant comme tête de liste du parti arrivé en tête est élu président pour un mandat de cinq ans concomitant à celui de l'assemblée nationale, renouvelable une seule fois.

## Observateurs
En juillet 2017, le gouvernement angolais refuse à une mission d'observation électorale de l'Union européenne l'accès illimité aux bureaux de vote. Le ministre des Affaires étrangères ajoute que les seules missions d'observations pour lesquelles l'Angola a des accords spécifiques sont celles de l'Union africaine et de la Communauté de développement d'Afrique australe.

## Résultats
|                          |                                                                |                               |           |       |        |               |  |  |  |
| Partis                   | Partis                                                         | Candidat présidentiel         | Voix      | %     | Sièges | +/-           |  |  |  |
|                          | Mouvement populaire de libération de l'Angola (MPLA)           | João Lourenço                 | 4 164 157 | 61,08 | 150    | 25            |  |  |  |
|                          | Union nationale pour l'indépendance totale de l'Angola (UNITA) | Isaías Samakuva               | 1 818 903 | 26,68 | 51     | 19            |  |  |  |
|                          | Convergence large pour le salut de l'Angola (CASA–CE)          | Abel Chivukuvuku              | 643 961   | 9,45  | 16     | 8             |  |  |  |
|                          | Parti du renouveau social                                      | Eduardo Kuangana              | 92 222    | 1,35  | 2      | 1             |  |  |  |
|                          | Front national de libération de l'Angola (FNLA)                | Ngola Kabangu                 | 63 658    | 0,93  | 1      | 1             |  |  |  |
|                          | Alliance patriotique nationale                                 | Quintino Moreira              | 34 976    | 0,51  | 0      | Nv.           |  |  |  |
|                          | Sièges non pourvus (diaspora)                                  | Sièges non pourvus (diaspora) |           |       | 3      | –             |  |  |  |
|                          |                                                                |                               |           |       |        |               |  |  |  |
| Votes valides            | Votes valides                                                  | Votes valides                 | 6 817 877 | 96,12 |        |               |  |  |  |
| Votes blancs et nuls     | Votes blancs et nuls                                           | Votes blancs et nuls          | 275 125   | 3,88  |        |               |  |  |  |
| Total                    | Total                                                          | Total                         | 7 093 002 | 100   | 223    | en stagnation |  |  |  |
| Abstentions              | Abstentions                                                    | Abstentions                   | 2 224 392 | 23,87 |        |               |  |  |  |
| Inscrits / participation | Inscrits / participation                                       | Inscrits / participation      | 9 317 294 | 76,13 |        |               |  |  |  |

## Suites
João Lourenço prête serment le 26 septembre suivant,.